# سبيدج هاواي قصير الذيل
يوبريمانا سكولوبس (الإسم الثنائي: Euprymna scolopes)، المعروف أيضًا بإسم سبيدج هاواي قصير الذيل(بالإنجليزية:Hawaiian bobtail squid)، هو نوع من حبار قصير الذيل من عائلة سيبيوليداي، موطنه المحيط الهادئ الأوسط، حيث يعيش في المياه الساحلية الضحلة قبالة جزر هاواي وجزيرة ميدواي. جُمع العينة النوعية قبالة جزر هاواي وهي موجودة في المتحف الوطني للتاريخ الطبيعي في واشنطن العاصمة.

## الوصف

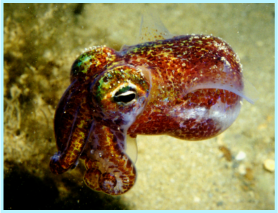
سبيدج هاواي قصير الذيل/أوهو/ هاواي

يصل طول  سمكة يوبريمانا سكولوبس إلى 30 مم. تزن الصغار 0.005 جم وتنضج في 80 يومًا. يصل وزن البالغين إلى 2.67 جم.
في البرية، تتغذى على أنواع من الروبيان، بما في ذلك هالوكاريدينا روبرا، وباليمون ديبيليس، وباليمون باسيفيكوس. في المختبر، تم تربيته على نظام غذائي متنوع من الحيوانات، بما في ذلك المايسيد، والعرتيمة، وسمك البعوض، و القريدس والأخطبوطات.
يتغذى فقمة هاواي الراهبة على أسماك سبيدج هاواي قصير الذيل في المياه الشمالية الغربية في هاواي.

## التكافل

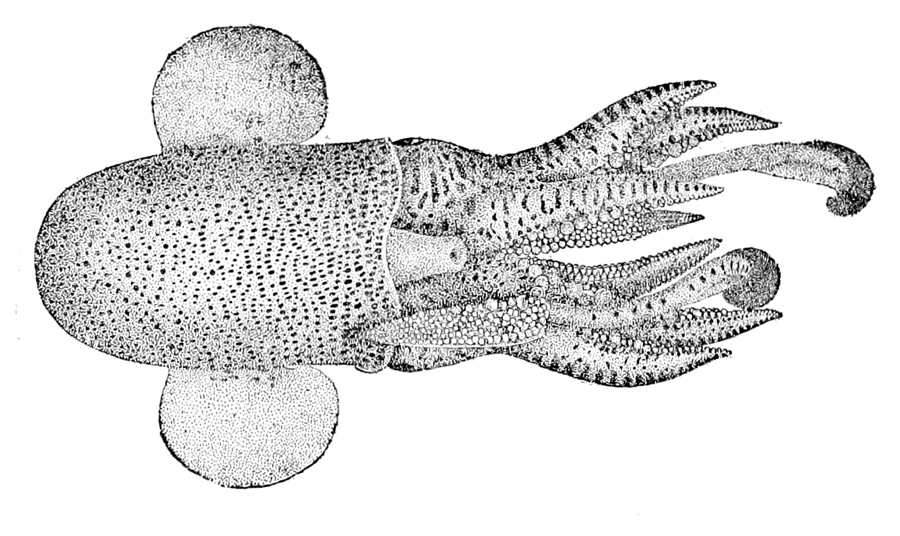

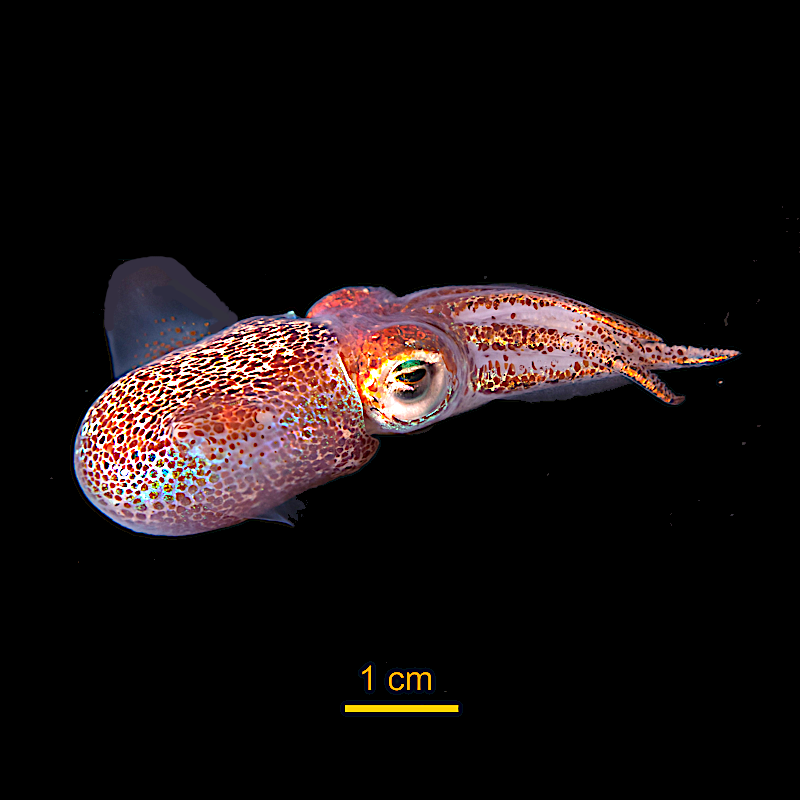
سبيدج هاواي قصير الذيل

سبيدج هاواي قصير الذيل يعيش  في علاقة تكافلية مع ضمة فيشيري،البكتيريا المضيئة حيويًا التي تسكن عضوًا ضوئيًا خاصًا في وشاح الحبار. للسماح بهذه العلاقة التكافلية، يجب أن يحفز بروتين الفتات أولاً عملية موت الخلايا المبرمج، والتي تقتل الأنسجة الظهارية السطحية الموجودة في  سبيدج هاواي.
على عكس الأنسجة السطحية، فإن الخلايا الظهارية في الانغلاف العميق للجزء الداخلي من العضو الضوئي، والمعروفة باسم الخبايا، تأخذ ضمة فيشيري المضيئة حيويًا مباشرة ولا تخضع لعملية موت الخلايا المبرمج.  تتغذى البكتيريا على محلول من السكر والأحماض الأمينية بواسطة الحبار وفي المقابل تخفي صورة ظلية الحبار عند النظر إليها من الأسفل عن طريق مطابقة كمية الضوء التي تصل إلى الجزء العلوي من الوشاح. 